# Virgile Lacombe
Pour les articles homonymes, voir Lacombe.

a Compétitions nationales et continentales officielles uniquement.

Dernière mise à jour le 9 juin 2019.
 Virgile Lacombe, né le 7 juillet 1984 à Brou-sur-Chantereine, est un joueur et entraîneur français de rugby à XV qui évolue au poste de talonneur.
Il évolue de 2000 à 2011 au Stade toulousain avant de rejoindre le CA Brive, les Southern Kings en Super Rugby, le Racing 92 puis le Lyon OU. Il remporte quatre championnats de France et deux coupes d'Europe.
Après sa carrière de joueur, il devient entraîneur et revient au Stade toulousain pour encadrer l'équipe première dans le secteur de la mêlée et diriger les espoirs.

## Biographie
En 1999, Virgile Lacombe arrive au Stade toulousain en provenance de Nîmes. Cette même année, il devient champion de France cadets. 
Il fait ses débuts en équipe première le 19 novembre 2004 face au Castres olympique et connaît sa première titularisation le 10 mai 2005 face au SU Agen. Il dispute 3 rencontres de Top 16 et une rencontre de H Cup lors de la saison 2004-2005, puis 8 rencontre de Top 14 (dont 2 titularisations) et 2 rencontres de H Cup l'année suivante. À compter de la saison 2006-2007, pour sa première année de contrat professionnel, son temps de jeu devient conséquent. Il connaît sa première titularisation en H Cup le 29 octobre 2006 face aux London Irish et marque son premier essai avec l'équipe professionnel le 7 avril 2007 face au Castres olympique, essai qui permet au Stade toulousain d'empocher le bonus offensif.
En avril 2011, il annonce qu'il ne défendra plus les couleurs du Stade toulousain pour la saison 2011-2012, le club ayant activé sa clause libératoire. Il rejoint alors le CA Brive. Libéré de son contrat au bout d'une saison à la suite de la rétrogradation de Brive en Pro D2, Virgile Lacombe demande à Guy Novès l'autorisation de préparer la saison 2012-2013 avec le Stade toulousain en attendant de trouver un club, autorisation qu'il obtient sans mal puisqu'il est de tradition pour ce club de continuer de faire profiter de ses structures à ses anciens joueurs. Le 17 juillet 2012, le Stade toulousain annonce qu'il recrute Lacombe en qualité de joker médical de Jaba Bregvadze. En décembre 2012, Virgile Lacombe s'engage avec les Southern Kings, nouvelle province sud-africaine, jusqu'en juillet 2013.

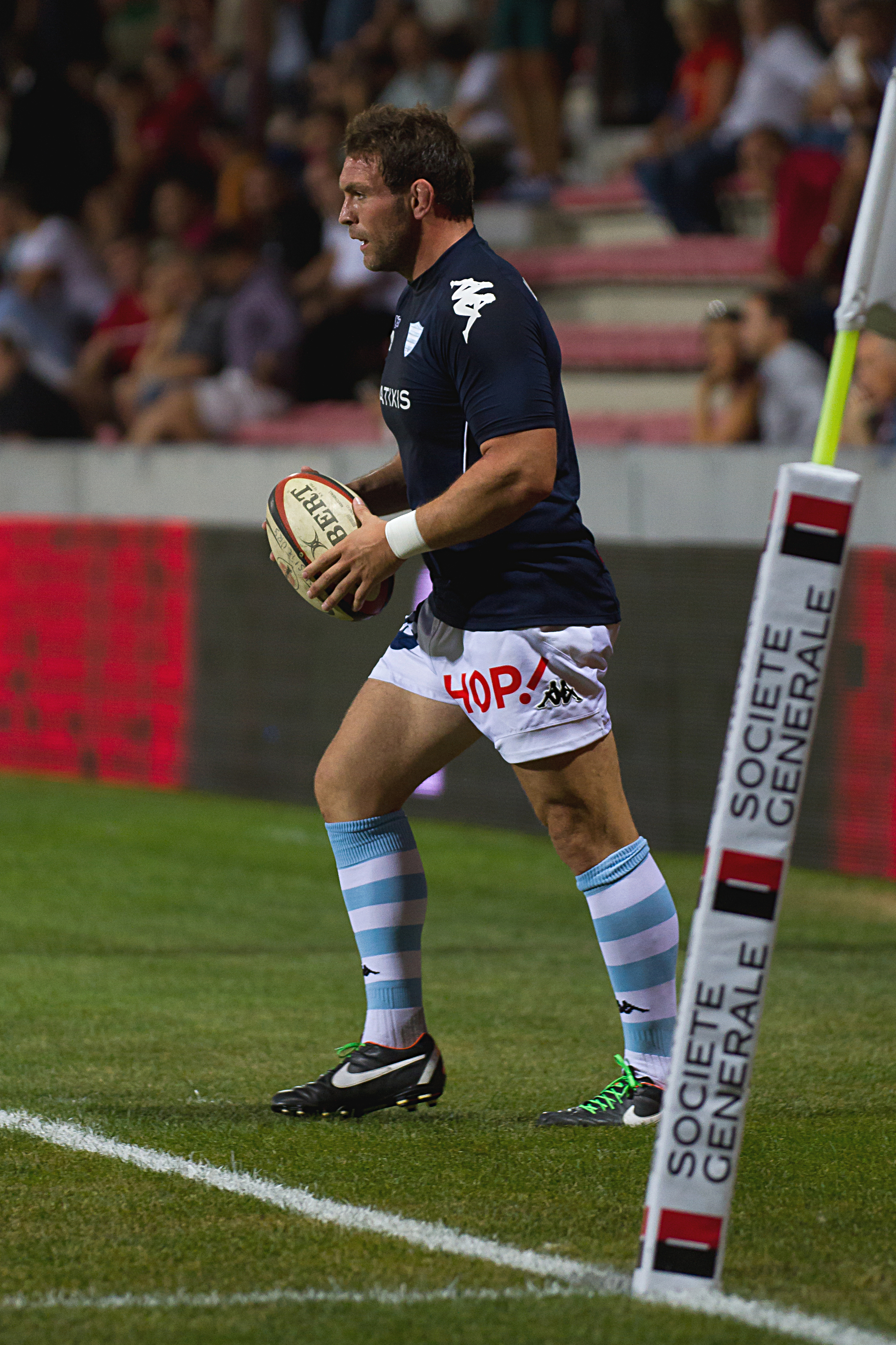
Virgile Lacombe avec le Racing 92 en 2013.

Il rejoint ensuite le Racing 92 en 2013 puis le Lyon olympique universitaire rugby en 2017. En 2019, il met un terme à sa carrière et revient dans son ancien club, le Stade toulousain en tant qu'entraîneur des avants de l'équipe espoir et consultant pour la mêlée auprès de l'équipe première. Il est champion de France espoirs en 2021.

## Palmarès

### En club
- Championnat de France cadet :
  - Champion (1) : 2000
- Championnat de France de rugby à XV : 
  - Champion (4) : 2008, 2011 et 2012 (avec Toulouse), 2016 (avec le Racing 92)
- Coupe d'Europe :
  - Vainqueur (2) : 2005 et 2010

### En équipe nationale
- Équipe de France -21 ans : 1 sélection en 2003-2004 et participation au championnat du monde 2004 en Argentine
- Équipe de France -19 ans : 
  - 2003 : participation au championnat du monde 2003 en France, 3 sélections (Canada, Afrique du Sud, Argentine)
  - 5 sélections en 2002-2003

### Entraîneur
- Champion de France espoirs : 2021

### Distinctions personnelles
- Nuit du rugby 2021 : Meilleur staff d'entraîneur du Top 14 (avec Ugo Mola, Jean Bouilhou, Clément Poitrenaud, Laurent Thuéry et Alan-Basson Zondagh) pour la saison 2020-2021
- Nuit du rugby 2023 : Meilleur staff d'entraîneur du Top 14 (avec Ugo Mola, Jean Bouilhou, Clément Poitrenaud et Laurent Thuéry) pour la saison 2022-2023
- Nuit du rugby 2024 : Meilleur staff d'entraîneur du Top 14 (avec Ugo Mola, Jean Bouilhou, Clément Poitrenaud et Laurent Thuéry) pour la saison 2023-2024